# Gomphidae
Los gónfidos (Gomphidae) son una familia de odonatos anisópteros que tiene cerca de 90 géneros y 900 especies.  Son libélulas de larga cola; en las hembras es más corta, e incluso falta en algunas especies[cita requerida].
Tienen los ojos muy separados, carácter que comparten con los Petaluridae y con los zigópteros. Los adultos miden usualmente de 4 a 7 cm de longitud. Muchos viven en arroyos o ríos.

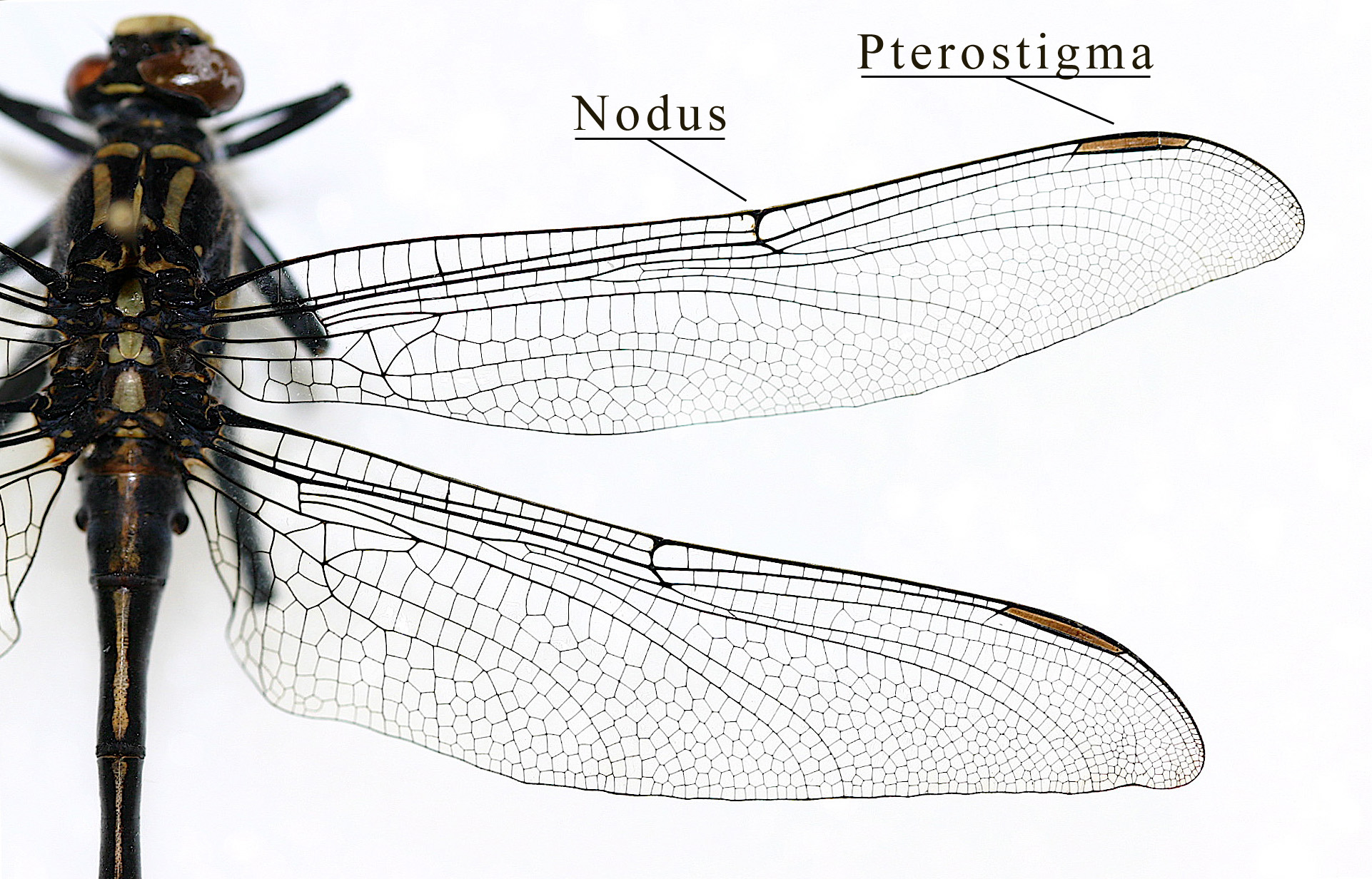
Estructura alar de los gónfidos. Nótese la simetría geométrica de alas, y la separación ocular.
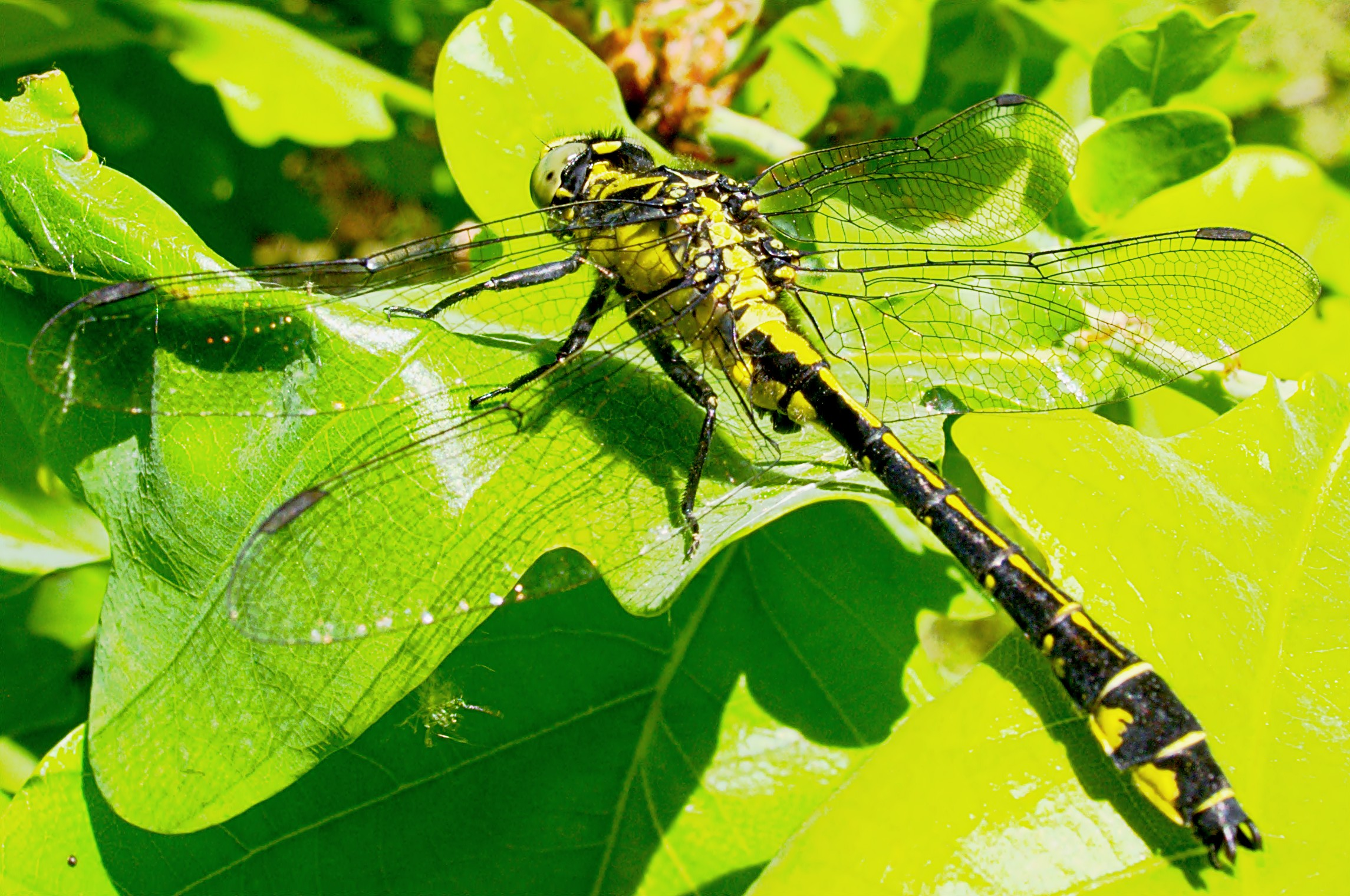
Gomphus vulgatissimus, mostrando el abdomen característico de la familia.